# Lễ, Lũng Nam
Lễ (chữ Hán phồn thể:禮縣, chữ Hán giản thể: 礼县, bính âm: Lǐ Xiàn, âm Hán Việt: Lễ huyện) là một huyện thuộc địa cấp thị Lũng Nam, tỉnh Cam Túc, Cộng hòa Nhân dân Trung Hoa. Huyện này có diện tích 4299 km², dân số năm 2004 là 510.000 người. Mã số hành chính của Lễ là 742200. Chính quyền huyện Lễ đóng ở trấn Thành Quan. Về mặt hành chính, huyện Lễ được chia thành 2 trấn, 34 hương. 
- trấn (Trung Quốc): Thành Quan và Diêm Quan.
- Hương: Khoan Xuyên, Vĩnh Hưng, Kỳ Sơn, Mã Hà, Hồng Hà, Kiều Xuyên, Thảo Bá, Dân tộc, Vĩnh Bình, Cố Thành, Nhai Thành, La Bá, Tưu Sơn, Thạch Kiều, Thao Bình, Thượng Bình, Dương Pha, Yên Hà, Giang Khẩu, Lôi Vương, Long Lâm, Trung Bá, Bạch Quan, Thái Đường, Sa Kim, Bạch Hà, Thuyên Thủy, Kiều Đầu, Thảo Bình, Lôi Bá, Vương Bá, Tiêu Lương, Tam Dục, Than Bình.